# 32524 Roberthowie
32524 Roberthowie è un asteroide della fascia principale. Scoperto nel 2001, presenta un'orbita caratterizzata da un semiasse maggiore pari a 3,189961 UA e da un'eccentricità di 0,170403, inclinata di 3,458680° rispetto all'eclittica. Ha un diametro di 8,918 km.